# Vlajka Sevastopolu

Vlajka Sevastopolu
Poměr stran: 2:3

Vlajka Sevastopolu je po anexi Krymu vlajkou jednoho z federálních měst Ruské federace. Ukrajina město, nacházející se na poloostrově Krym, považuje za své město se zvláštním statusem.
Sevastopol však není hlavním městem ani Republiky Krym,  jedné z (mezinárodně neuznaných) autonomních republik Ruské federace ani Autonomní republiky Krym, kterou si nárokuje Ukrajina (tím je v obou případech Simferopol). Krym užívá vlastní vlajku.
Vlajka města je tvořena červeným listem, o poměru stran 2:3, s uprostřed umístěným znakem města.

## Historie
Na Tauridě (dnešní poloostrov Krym) vznikaly již ve starověku řecké osady, v čele s Chersonésem na území současného města Sevastopol. Ve 13. století Krym obsadili Tataři a byl součástí Zlaté hordy a později Krymského chanátu. Roku 1783 Krym anektovalo Ruské impérium a téhož roku Kateřina II. Veliká založila město Sevastopol, které bylo od té doby sídlem ruské Černomořské floty. Po říjnové revoluci se město stalo součástí RSFSR (v rámci Sovětského svazu). V roce 1954 byl Krym i se Sevastopolem administrativně přičleněn k Ukrajinské SSR. Jakožto hlavní základna Černomořské floty mělo město zvláštní postavení a bylo de facto podřízeno federální vládě SSSR.
Po rozpadu Sovětského svazu byl tento status Ruskem uznán (v roce 1994, v tzv. Budapešťském memorandu) a Sevastopol se v roce 1996 (Ukrajinskou ústavou) stal ukrajinským městem se zvláštním statusem). Přístav byl (v roce 1997) pronajat Rusku na 20 let.
Na jaře 2014 byl Krym anektován Ruskem.
V roce 2014 schválila Heraldická rada pod vedením prezidenta Ruské federace návrh vlajky města Sevastopol a vlajka byla doporučena ke schválení. 6. února 2015 projednalo zákonodárné shromáždění města návrh zákona č. 19/102 „O znaku a vlajce města Sevastopol“, který předložil poslanec Alexandr Vasiljevič Kovšar. Zákon předpokládal obnovení městského znaku z roku 1893 (stříbrný gryf v šarlatovém poli) a vlajku, odvozenou z tohoto znaku. V červenci 2015 proběhlo zasedání Komise pro kulturu veřejné expertní rady pod vedením starosty Sevastopolu, na kterém se řešilo, zda přijmout historický znak (a tím i vlajku) z roku 1893, nebo zachovat znak sovětský. Proti novému návrhu byla především Černomořská flota a veteráni 2. světové války. 19. října 2015 iniciátor návrh stáhl.
V roce 2000 navrhl sevastopolský heraldik Valerij Nikolajevič Doroshko symboly (vlajku), vycházející z předchozího návrhu – gryf v šarlatovém poli byl položen přes dvě zkřížené žluté kotvy. (není obràzek)

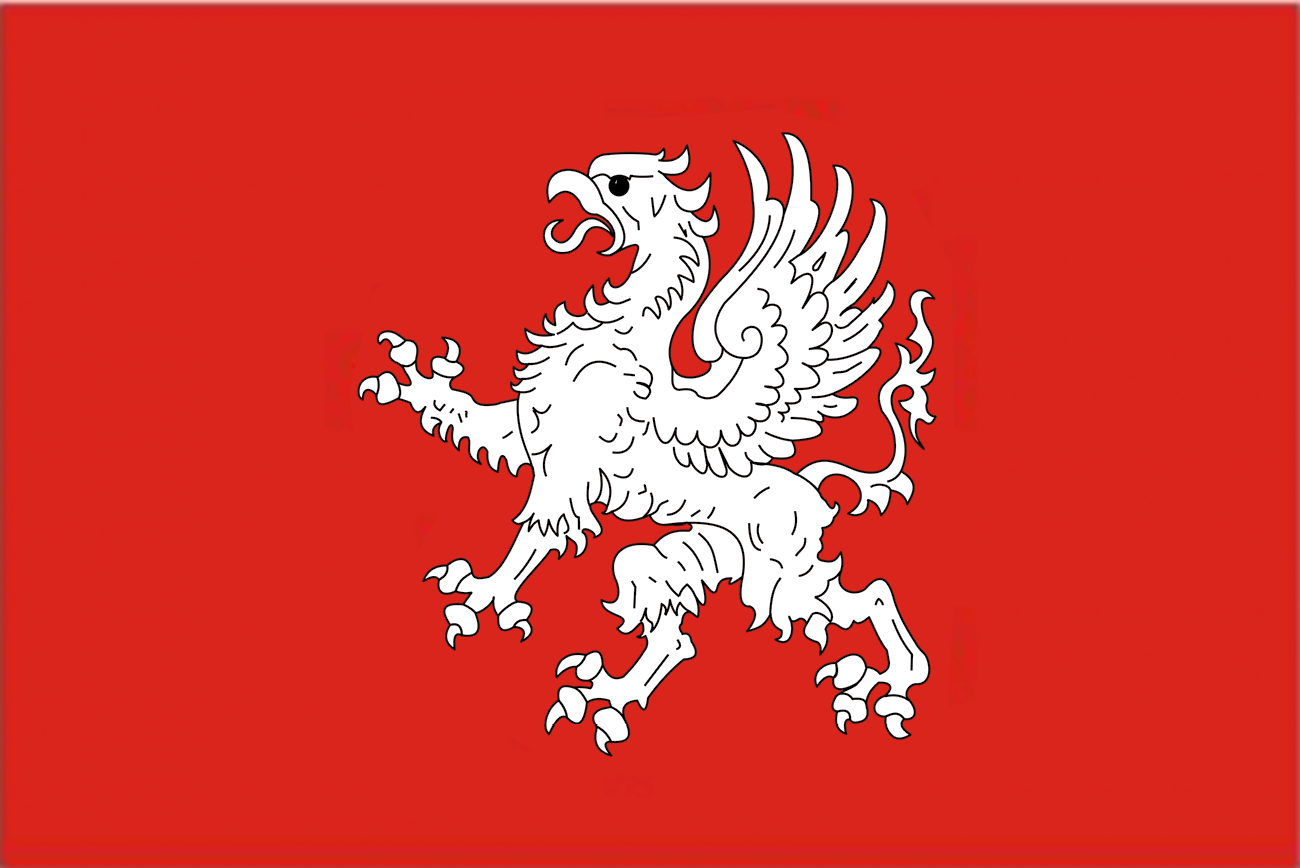
Návrh vlajky Sevastopolu (2015) Poměr stran: 2:3

Současná vlajka byla schválena rozhodnutím Rady města Sevastopolu č. 519 ze dne 21. dubna 2000. Starosta Sevastopolu povolil svým výnosem č. 77-UG („O současném znaku a vlajce města Sevastopolu“) 1. listopadu 2018 užívání vlajky až do přijetí příslušného zákona. Ten byl přijat 21. dubna 2000.

## Vlajky rajónů Sevastopolu

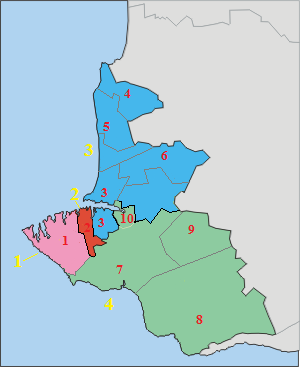
Členění Sevastopolu (čísla rajónů žlutě)

Sevastopol se člení na 4 rajóny. Některé se dále dělí na čtvrti. Zřejmě ne všechny rajóny užívají vlastní vlajku.

Balaklavský rajón (4) Poměr stran: 2:3